# Blue Marvel (Marvel Comics)
Pour les articles homonymes, voir Brashear.
Blue Marvel (Adam Bernard Brashear), est un super-héros de fiction apparaissant dans les comics Américains publiés par Marvel Comics. Blue Marvel a fait ses débuts dans Adam: Legend of the Blue Marvel #1 (novembre 2008) et a été créé par l'acteur/scénariste Kévin Grevioux, qui a conçu à l'origine le personnage comme un enfant

## Historique de publication
Adam Brashear a fait ses débuts dans la mini série Adam: Legend of the Blue Marvel  créée par Kevin Grevioux,. Une autre version est apparu brièvement dans Secret Invasion #1 (février 2010).
En 2013, Blue Marvel est apparu comme un membre de la nouvelle équipe de super-héros de Luke Cage au cours du crossover Infinity, dans le relancement Marvel NOW!  de Mighty Avengers.

## Biographie de fiction
Adam Brashear est un ancien fullback de l'Université Cornell, ainsi qu'un vétéran de la Guerre de Corée, un membre du Corps des Marines avec deux Étoiles d'Argent. Tandis que dans le Corps des Marines, il rencontra Conner Sims, l'ami qui deviendra plus tard Anti-Man. Brashear devint plus tard le chef d'un projet scientifique visant à essayer de tirer parti de l'anti-matière par le biais de la création d'un Réacteur Négatif qui crée un pont entre la Zone Négative et positive de la matière de l'univers. Ce réacteur serait une source illimitée d'énergie propre en permettant à des périphériques de s'appuyer sur l'horizon des événements équilibré entre les deux univers. En raison de l'explosion inattendue du réacteur, à la fois Brashear et Sims ont été soumis à des mutagènes des radiations générées par l'instabilité de l'horizon des événements. Alors que le corps de Sims est dissous dans l'énergie, Brashear est devenu "réacteur à antimatière" avec des capacités surhumaines, qu'il a utilisées pour lutter contre la criminalité sous le nom de Blue Marvel.
En 1962, Adam a reçu la Médaille Présidentielle de la Liberté par le Président John F. Kennedy , le jour où le Président lui a demandé de prendre sa retraite, car il a été découvert par le public qu'il est un afro-Américain. Sous son costume de Blue Marvel, Brashear portait un casque intégral, mais quand il a été endommagé lors d'une bataille, son identité a été révélée. Il y avait une importante controverse durant  la période de 1962, où de nombreuses personnes  étaient trop racistes pour accepter un super-héros noir. Bien que Kennedy ait personnellement approuvé les actions de Brashear, le Président à finalement décidé de demander à Brashear de prendre sa retraite, ce qu'il a finalement accepté..
À un certain moment, Adam Brashear a étudié un personnage mystérieux appelé l'Infinaut qui a tenté plusieurs fois de se manifester sur Terre. Durant la deuxième tentative de l'Infinaut en 1998, Adam et son fils Kevin ont utilisé une plateforme  alimentée à l'anti-matière pour l'interrompre. Adam a découvert que si l'Infinaut était apparu sur Terre, cette dernière aurait été détruite à cause de sa grande taille.
Il revint pour une ultime mission, en battant le messager d'une invasion alien. Après le combat, il se sépare de la Médaille de la Liberté dans la Zone Bleue de la Lune, où il a d'abord rencontré Uatu le Gardien. Sa conversation avec le Gardien fut interrompue par l'arrivée tardive de l'armada extraterrestre, qu'il a vaincue. Le gouvernement des États-Unis a utilisé cette dernière mission afin de simuler sa mort. L'agent gouvernementale, puis du S. H. I. E. L. D. Marlene Frazier la monitrice de Brashear sous le nom de Candice Frazier a fini par devenir sa femme et la mère de leurs deux enfants. Brashear est devenu plus tard professeur de physique à l'Université du Maryland.
Conner Sims, l'Anti-Man, a été un extrémiste qui, en partie à cause de son histoire avec Adam Brashear, déteste le racisme (il est devenu Caucasien), et grâce à sa puissance, chercher à l'éradiquer. Lorsque l'Anti-Man revint et défait les Avengers, Tony Stark (Iron Man) traque Brashear et avec l'aide de Mister Fantastique ils élaborent un plan pour arrêter l'Anti-Man. Après une confrontation surprise avec Sims sur la Lune, Brashear fut laissée inconscient. Plus tard, une longue lutte contre l'Anti-Man entraîne la mort de Candace. À la fin de la bataille, Brashear emmène l'Anti-Man jusqu'à la lisière de l'ionosphère et le vide du reste de son "anti-matière " ce qui le détruit.
Par la suite, Brashear redevint un super-héros à plein temps dans l'Heroic Age #3. Après une discussion avec Uatu le Gardien, il se rend en Ouzbékistan pour aider le Winter Guard à battre Hyperion King.
Au cours du crossover Fear Itself , Blue Marvel explore la Zone Neutre quand il découvre un sous-marin dans Kadesh sa base sous-marine . Les forces chinoises et les américaines s'accusent entre elles, et ils semblaient sur le point d'entrer en guerre. Blue Marvel  réussit à sauver ses echantillons d'anti-matière exposés à l'eau, et les relations entre les Chinois et les Américains sont retournés à la normale. Blue Marvel se demande d'où le sous-marin est venu, et il a vite découvert que le dragon de mer gardant la prison sous-marine du Serpent était responsable de l'envoi du sous-marin dans sa base.
Au cours du crossover Infinity, Uatu rend visite à Blue Marvel dans sa Forteresse de la Science Sous-Marine, qu'il avait déjà modifiée. Blue Marvel parla avec Uatu de sa vie de famille et comment il pourrait avoir profité de la possibilité de rejoindre les Vengeurs. Après une conversation à sens unique, Blue Marvel revêt  son costume et  vole vers la tête de Shuma-Gorath durant son combat contre l'équipe de Luke Cage. Il était capable de guérir Spectre (qui avait été mis hors de combat par la lance de Proxima Midnight) et d'augmenter temporairement ses pouvoirs. Par la suite, Blue Marvel rejoint les Mighty Avengers de Luke Cage.
Durant "Last Days", une partie de Secret Wars de l'histoire, Blue Marvel est vu avec les Mighty Avengers où il lutte contre les Illuminati. Après la bataille, Blue Marvel dit à Mr Fantastique et à la Panthère Noire qu'il est en colère, car ils n'ont jamais consulté les autres héros sur ce point, en disant qu'ils auraient pu éviter tout cela, s'ils avaient tous travaillé ensemble.
Dans All-New, All-Different Marvel, Blue Marvel est apparu en tant que membre des Ultimates. La première mission de Blue Marvel avec les Ultimates consiste à récupérer l'incubateur  qui a été sorti prématurément de Galactus.  Alors que dans l'Exo-Espace avec les Ultimates au sein de leur navire le Aboena, Blue Marvel remarque le retour de son vieil ennemi Anti-Man. Comme Blue Marvel a voulu tuer Anti-Man car il le jugeait trop dangereux, il a également découvert que son fils Kevin se trouve également dans l' Exo-Espace et persuade son père de l'épargner. Blue Marvel l'épargne et l'Anti-Man est amené sur l'Aboena de sorte que lui et les Ultimates décident de son sort.
Au cours de Civil War II , Ulysse à une vision qui montre Blue Marvel lors de la neuvième tentative de manifestation d'Infinaut, afin de lui permettre, Giant-Man, et les Ultimates de travailler sur un accélérateur de particules Pym en une semaine. Lorsque le jour en question arrive, Bleu Marvel et les Ultimates utilisent l'accélérateur de Particules à pour réduire Infinaut à une taille humaine. Quand il parle finalement à Blue Marvel et les Ultimates, Infinaut fut heureux de les rencontrer enfin.

## Pouvoirs et capacités
Blue Marvel a des pouvoirs qui lui ont permis de lutter contre Sentry, l'un des êtres les plus puissants sur Terre :
- force surhumaine : Blue Marvel possède une force surhumaine. Il a déplacé un météore de la taille de l'Arkansas et déplace un porte-avions sur une distance considérable. Les limites de la force de Blue Marvel sont inconnues, mais on pense qu'il peut égaler celle d'un Hulk enragé, de Sentry et d'autres ;
- vitesse surhumaine et réflexes : Blue Marvel possède la capacité de penser, de se déplacer et de réagir à une vitesse surhumaine ;
- endurance surhumaine : Blue Marvel possède une forte musculature et il ne se fatigue pas, ce qui lui donne une endurance illimitée ;
- vol : Blue Marvel vole en manipulant les gravitons, et les champs magnétiques, en contrôlant son mouvement moléculaire, et en utilisant sa vitesse surhumaine. Blue Marvel peut facilement atteindre la vitesse de libération (qui est d'environ 34 fois la vitesse du son) et voler bien au-delà de la vitesse supersonique, mais il ne sait pas s'il peut atteindre la vitesse de la lumière ;
- sens améliorés  : Blue Marvel possède des sens surhumains ;
- perception mentale : Blue Marvel possède la capacité de détecter et de comprendre des choses sur des niveaux qui dépassent de loin les capacités humaines ;
- invulnérabilité : Blue Marvel possède une quasi-invulnérabilité, tout en étant capable de résister à d'énormes forces d'impact, l'exposition à une température et de pression extrêmes, et de puissantes explosions d'énergie sans subir de blessures. Blue Marvel a résisté à une explosion nucléaire, sans traumatisme physique apparent. Il est capable de survivre dans le vide de l'espace, sans aide extérieure ;
- régénération : Malgré sa quasi-invulnérabilité à une blessure, il est possible de blesser Blue Marvel. En cas de blessure, cependant, son corps est capable de réparer rapidement les tissus endommagés avec beaucoup plus de rapidité et d'efficacité que la normale du corps humain ;
- production d'énergie : Blue Marvel a la capacité de générer et de contrôler l'antimatière. Il peut manipuler cette énergie pour différents effets[18] ;
- manipulation moléculaire : Blue Marvel est visiblement capable d'influer sur la matière au niveau moléculaire avec un grand degré de précision et de contrôle, comme il l'a fait quand il a non seulement guéri Monica Rambeau, mais a renforcé ses capacités électromagnétiques. On ne sait pas si cette capacité est limitée à l'électromagnétisme des particules, ou si Blue Marvel est en mesure d'influer sur la matière, lui permettant de modifier un objet dans sa composition moléculaire ou de transmuter des éléments[19]

Brashear est titulaire d'un Doctorat en physique théorique et d'un Master de Science, d'un diplôme en génie électrique de l'Université Cornell. Il maintient un énorme sous-marin dans la fosse des Mariannes, à un endroit connu seulement de Namor.

## Dans d'autres médias

### Jeux vidéo
- Blue Marvel apparaît dans Marvel: Avengers Alliance.
- Blue Marvel apparaît comme un personnage jouable dans Lego Marvel Avengers[20].
- Blue Marvel apparaît dans Marvel: Future Fight
- Blue Marvel apparaît dans Marvel Snap.